# لیلیان کوپلند
لیلیان کوپلند (انگلیسی: Lillian Copeland؛ ۲۴ نوامبر ۱۹۰۴ – ۷ ژوئیه ۱۹۶۴) ورزشکار دو و میدانی اهل ایالات متحده آمریکا بود.
از افتخارات وی میتوان به کسب مدال طلا پرتاب دیسک در بازی‌های المپیک تابستانی ۱۹۳۲ و کسب مدال نقره پرتاب دیسک در بازی‌های المپیک تابستانی ۱۹۲۸ اشاره کرد.